# Албогачиєва Лейла Султанівна
Лейла Султанівна Албогачиєва (рос. Лейла Султановна Албогачиева; 1968, с. Алі-Юрт Інгушетія — 2014, г. Ельбрус) — альпіністка, вчитель російської мови та літератури. Єдина представниця Російської Федрації, що двічі підкорювала Еверест (піднімалась з північної та південної сторони). Загинула при сходженні на Ельбрус. До трагічної події підкоряла Ельбрус 12 разів.

## Біографія
Лейла Албогачиєва народилася 1968 року в селі Алі-Юрт Назрановського району Республіки Інгушетія. Закінчила філологічний факультет Чечено-Інгушського державного університету імені Л. М. Толстого. Працювала вчителем російської мови та літератури в гімназії села Алі-Юрт. У 1998 році у віці 30 років здійснила своє перше сходження на Ельбрус в складі групи альпіністів з Карачаєво-Черкесії і з тієї пори серйозно зайнялася альпінізмом.
У 2012 році Лейла Албогачіева стала учасницею проекту «Інгушетія на висоті», присвяченого 20-річчю Республіки Інгушетія, метою якого стало підкорення Евересту — найвищої вершини світу. Поряд з Лейлою Албогачиєвою в сходженні на Еверест брали участь Сергій Богомолов — майстер спорту міжнародного класу, підкорювач 13 найвищих вершин світу, Володимир Коренков — майстер спорту міжнародного класу, Азнор Хаджиєв, 44 рази піднімався на Ельбрус, Муса Хадзієв, що зробив в серпні 2011 року сходження на Казбек за найскладнішим скельно-льодовим маршрутом, Юсуп Євкуров — підкоряв Казбек та Ельбрус, Магомед Аушев — спортсмен, Вісан Юсупов — підкорювач Мак-Кінлі, найвищої вершини Америки.
В 2013 Лейла Албогачиєва знов піднялася на Еверест, тепер уже поодинці, ставши таким чином єдиною росіянкою, що двічі підкорила цю вершину.
За час своєї альпіністської кар'єри Албогачіева здійснила також сходження на південно-американський пік Аконкагуа та африканську гору Кіліманджаро, а на Ельбрус зійшла 12 разів.
Фатальним стало для спортсменки тринадцяте сходження на Ельбрус у вересні 2014 року. Лейла Албогачиєва мала намір встановити абсолютний світовий рекорд — вчинити двосторонній повний хрест, раніше жодного разу не здійснений гірськими спортсменами. В її плани входило піднятися з боку Кабардино-Балкарії на Західну вершину Ельбрусу, спуститися між двома шапками найвищої гори Європи, а потім піднятися на Східну вершину та спуститися вже з боку Карачаєво-Черкесії. Після цього альпіністка повинна була пройти весь шлях у зворотному напрямку.
Під час сходження Лейла Албогачиєва записала спеціальне відеозвернення до керівників усіх країн світу із закликом зупинити війни та припинити кровопролиття на Землі: «В Україні гинуть літні люди, жінки, діти. Тисячі дітей залишилися сиротами. військові події в Сирії, Ізраїлі, Ірані… Війна повинна стати забороненим видом діяльності. Про це моляться і до цього прагнуть мирні люди всієї землі». Запис, зроблений спортсменкою, був згодом знайдений серед її речей.
Зв'язок з Албогачиєвою обірвався 17 вересня, проте пошуки альпіністки почалися лише 21 вересня, коли вона не прибула на точку збору в селище Терскол. У пошуковій операції було задіяно 124 особи (в їх числі були рятувальники з Республіки Інгушетія, Кабардино-Балкарії, всіх інших регіонів Північно-Кавказького федерального округу, а також з Нижнього Новгорода). Пошуки спортсменки йшли із застосуванням 28 одиниць техніки, одного приватного гелікоптера та проходили в екстремальному режимі, неодноразово перериваючись через найскладніших погодних умов. Через добу після початку пошуково-рятувальної операції на Ельбрусі було знайдено альпіністське спорядження та особисті речі спортсменки. Саму ж Лейлу Албогачиєву знайшли лише 3 жовтня — в останній день пошуково-рятувальної операції. Власне, вже після офіційного оголошення про завершення пошуків що спускалися на рівнину рятувальники виявили її тіло в ущелині на глибині 150 метрів. Це сталося в 200 метрах від місця, де раніше були виявлені її речі. Тіло Лейли Албогачиєвої спустили з висоти 5200 метрів та передали родичам.
Глава Республіки Інгушетія Юнус-Бек Євкуров, який перебував в цей період у прощі до Саудівській Аравії, направив рідним та близьким Лейли Албогачиєвої телеграму із співчуттями: «Загибель Лейли стала великим ударом не лише для її рідних та близьких, а й для всіх жителів Інгушетії, для тих, хто її знав, хто разом з нею підкорював неприступні гірські вершини. Вона була сильною, вольовою людиною. Цілеспрямована та патріотична, готова неможливе зробити можливим, вона була національним надбанням Інгушетії та гордістю Росії».
5 жовтня 2014 в Республіці Інгушетія був оголошений траур за загиблою альпіністкою.
Лейлу Султанівну Албогачиєву поховали на родовому цвинтарі в рідному селі Алі-Юрт.
Вирішується питання про вшанування імені легендарної альпіністки у неї на батьківщині, в Республіці Інгушетія, а також в Кабардино-Балкарській Республіці, де вона загинула.